# Farato
Farato (Namensvariante: Madina, Madina Suware) ist eine Ortschaft im westafrikanischen Staat Gambia.
Nach einer Berechnung für das Jahr 2013 leben dort etwa 6540 Einwohner, das Ergebnis der letzten veröffentlichten Volkszählung von 1993 betrug 2935.

## Geographie
Farato liegt in der West Coast Region, Distrikt Kombo South, ungefähr viereinhalb Kilometer von der atlantischen Küste und ungefähr 3,5 Kilometer von Tanji entfernt.